# 알마다

알마다의 위치

알마다(Almada)는 포르투갈 리스보아 지방 세투발 현의 도시이다. 테주강의 하구 남안에 위치하여, 북안 리스본에 마주하며, 4월 25일 다리로 연결된다. 면적은 70.21km2, 인구는 174,030(2011)이다.